# Gregorio Fernández

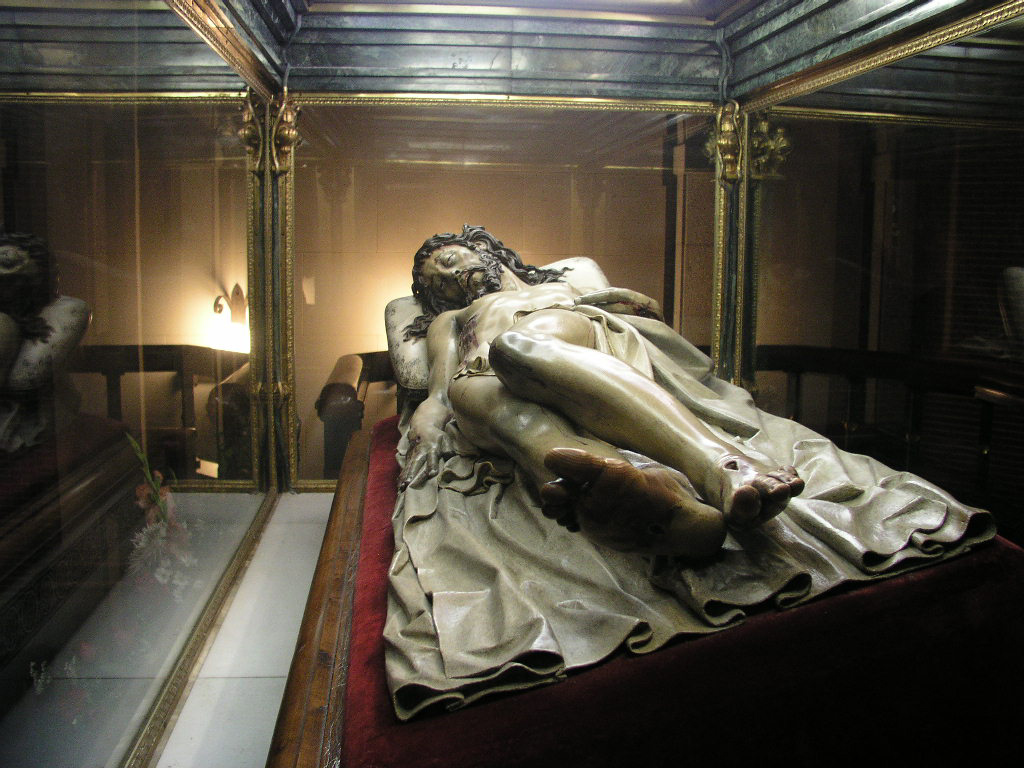
Hristos mort (1605), Convento Fraților Minori Franciscane, El Pardo (Madrid)

Gregorio Fernández (1576, Sarria, provincia Lugo – 1636, Valladolid) a fost un sculptor spanioli  din sec. XVII-lea, reprezentant al stilului Baroc.

## Opere
- Hristos și Sf. Bernard (1613), -Valladolid, Mănăstire Huelgas Reales
- Pietà (1617-1625)
- Ecce Homo (1620), -Valladolid,  Muzeul de la Catedrala
- Coborârea de pe Cruce (1623) (“Paso”, grup statuar), -Valladolid, Biserică Veracruz
- Hristos mort (1627), -Valladolid, Muzeul Național de sculptură
- Sfânta Tereza de Ávila, -Valladolid, Muzeul Național de sculptură
- Botezul lui Hristos (1630), -Valladolid, Muzeul Național de sculptură